# Mashghiah
Mashgiach o mashghiah (in ebraico משגיח ‎?, plur. משגיחים, mashgichim, lett. "Supervisore") è un ebreo che sovrintende allo stato e alle condizioni di kasherut di uno stabilimento, organizzazione o istituto kosher. Il mashgiah controlla qualsiasi tipo di organizzazione per la produzione di alimenti, inclusi i mattatoi, le industrie alimentari, gli alberghi, le operazioni di catering, le case per anziani/ospizi, i ristoranti, i macellai, le drogherie, i supermercati e le cooperative. Il mashgiach di solito lavora in sito come supervisore e ispettore, come rappresentante dell'organizzazione kasherut o del rabbino locale, che prende poi le decisioni finali su quello che è o non è accettabile come kosher. A volte il rabbino certificatore (ebraico: רב המכשיר, rav hamachshir) svolge lui stesso le funzioni di mashgiach, come capita in molte piccole comunità.

## Requisiti
I requisiti normali per diventare un mashgiach sono: essere ebrei, osservare il sabato (shomer Shabbat), osservare le leggi della kasherut (shomer kasherut), ed eseguire le mitzvot, i comandamenti della Torah (shomer mitzvot). Ogni rabbino risponde ad esigenze diverse e a volte lo stesso rabbino può avere esigenze diverse, a seconda del tipo di stabilimento soggetto al controllo (ad esempio, la supervisione di un mattatoio sarà molto diversa dalla supervisione di un negozio di alimentari). A volte però l'unico requisito è che la persona sia ebrea e conosca le leggi della kasherut. L'ebreo osservante può essere uomo o donna.
Indipendentemente dai requisiti specifici di idoneità per un mashgiach, questo compito comporta una grande responsabilità e tutto l'onere di una comunità. Il mashgiach appone il suo buon nome e il nome della comunità su tutto quello che controlla durante il suo lavoro, divenendone responsabile.